# Гьотеанум
Гьотеанумът (на немски: Goetheanum) е обществена сграда в град Дорнах, Швейцария, която служи за световен център на антропософското движение. Носи името на Йохан Волфганг фон Гьоте.

## История
Първата сграда е строена в периода 1913 – 1919 г. от дърво и бетон като образец на хармонично срастване на разни видове изкуство. Първоначално е предназначена за провеждане на летни театрализирани представления. Тя е подпалена и изгаря в новогодишната нощ на 31 декември 1922 г. срещу 1 януари 1923 г.
Тъй като изгорялата сграда е била застрахована, нейното обзещетение позволява строителството на новата постройка да започне още следващата година. Настоящата сграда е изградена през 1924 – 1928 година, този път от стоманобетон, по проект на основателя на движението Рудолф Щайнер, но той не доживява нейното довършване.

## Архитектура
Сградата разполага с 2 зали за представления – голяма (с орган) и малка, с общо 1500 места, художествен музей, зали за лекции, библиотека и книжарница, помещения на Антропософското дружество. В съседни сгради са разположени изследователски и образователни дейности на дружеството.

## Галерия
- Първият Гьотеанум
- Голямата зала с органа
- Терасата над централния вход
- Гьотеанумът